# Michael Clauss
Michael Clauss, también Michael Clauß (Hannover, 1961) es un diplomático alemán. Ha sido representante permanente de la República Federal de Alemania ante la Unión Europea desde agosto de 2018.

## Biografía
Clauß nació en Hannover en 1961. Tras graduarse, se incorporó al Servicio Exterior alemán en 1988. Está casado y tiene cuatro hijos.

## Trayectoria
Michael Clauss superó el examen de acceso al Cuerpo superior del Servicio Exterior en 1990. Fue enviado en el equipo de crisis del Ministerio de Asuntos Exteriores alemán durante la Segunda Guerra del Golfo. En 1991 se trasladó a la embajada en Israel como asesor político. Después, entre 1994 y 1997, le fue asignada una comisión como oficial de personal para el servicio superior en el Ministerio de Asuntos Exteriores. En 1997, se convirtió en Consejero de la Representación Permanente de la República Federal de Alemania ante la Unión Europea (UE) en Bruselas. En 1999 fue nombrado asistente personal de un secretario de Estado en la sede del Ministerio de Asuntos Exteriores en Berlín .
Más tarde, Clauss actuó como jefe de la oficina de secretarios de Estado en el Ministerio de Asuntos Exteriores entre 2001 y 2002 y en 2002 asumió el cargo de jefe de la secretaría del Gobierno federal para la Convención Europea. De 2005 a 2010 fue Subdirector del Departamento Europeo del Ministerio de Asuntos Exteriores y, al mismo tiempo, representante de la Presidencia alemana del Consejo de la UE en 2007. En 2010 se convirtió en jefe del Departamento Europeo del Ministerio Federal de Asuntos Exteriores.
De 2013 a 2018, Michael Clauß fue el embajador extraordinario y plenipotenciario de la República Federal de Alemania en la República Popular de China. Se convirtió en el sucesor de Michael Schaefer, quien se había jubilado recientemente. En el verano de 2018, se trasladó a la cabeza de la representación permanente en Bruselas como sucesor de Reinhard Silberberg.